# Saison 1916-1917 de l'ANH
Saison précédente
La saison 1915-1916 de l'ANH est la huitième et dernière saison de l'Association nationale de hockey. Les Canadiens de Montréal remportent la compétition en battant en finale les Sénateurs d'Ottawa. La Ligue nationale de hockey (LNH) est fondée l'année suivante.

## Saison régulière

### Contexte et faits marquants
Le 28 octobre 1916, le président historique de l'Association nationale de hockey, Emmett Quinn, décide de démissionner ; il est à la tête de l'ANH depuis 1910 et est remplacé par le Major Frank Robinson. En effet, depuis un mois déjà, une nouvelle équipe a rejoint l'ANH : le 228e bataillon de Toronto qui compte alors de nombreux joueurs enrôlés pour la Première Guerre mondiale. La direction de l'ANH décide de changer le format pour la saison 1916-1917, en mettant en place deux demi-saisons. Les meilleures équipes de chaque partie de saison doivent alors s'affronter pour déterminer l'équipe championne. Il est prévu que le bataillon joue toute la saison 1916-1917, mais l'équipe est envoyée au front le 10 février 1917 et ne dispute finalement que dix rencontres. À la suite de la défection de l'équipe, une réunion est organisée le 11 février 1917 où il est décidé par les quatre équipe de l'Est de terminer la saison sans le Club de hockey de Toronto. Les joueurs de l'équipe, quant à eux, sont répartis dans les équipes restantes.

### Classements
- Les Canadiens de Montréal terminent en tête de la première partie du championnat ; à la suite des départs du 228e bataillon de Toronto et à l'exclusion des Blueshirts de Toronto, ce sont les Sénateurs d'Ottawa qui remportent la deuxième partie[1].

Deux matchs sont joués entre Canadiens et Sénateurs pour déterminer le champion de l'ANH et cet honneur revient aux joueurs de Montréal qui s'imposent sur le score de 7 buts à 6.
| Clt   | Équipe                    | PJ | V | D | BP | BC | Pts |
| ----- | ------------------------- | -- | - | - | -- | -- | --- |
| +001, | Canadiens de Montréal     | 10 | 7 | 3 | 58 | 38 | 14  |
| +002, | Club de hockey d'Ottawa   | 10 | 7 | 3 | 56 | 41 | 14  |
| +003, | 228e bataillon de Toronto | 10 | 6 | 4 | 70 | 57 | 12  |
| +004, | Club de hockey de Toronto | 10 | 5 | 5 | 50 | 45 | 10  |
| +005, | Wanderers de Montréal     | 10 | 3 | 7 | 56 | 72 | 6   |
| +006, | Bulldogs de Québec        | 10 | 2 | 8 | 43 | 80 | 4   |

| Clt   | Équipe                  | PJ | V | D | BP | BC | Pts |
| ----- | ----------------------- | -- | - | - | -- | -- | --- |
| +001, | Club de hockey d'Ottawa | 10 | 8 | 2 | 63 | 22 | 16  |
| +002, | Bulldogs de Québec      | 10 | 8 | 2 | 54 | 46 | 16  |
| +003, | Canadiens de Montréal   | 10 | 3 | 7 | 31 | 42 | 6   |
| +004, | Wanderers de Montréal   | 10 | 2 | 8 | 38 | 65 | 4   |

- Équipe ayant gagné leur partie de saison

### Meilleurs pointeurs
| Joueur          | Équipe                                            | PJ | B  | A  | Pts | Pun |
| --------------- | ------------------------------------------------- | -- | -- | -- | --- | --- |
| Julius Nighbor  | Club de hockey d'Ottawa                           | 19 | 41 | 10 | 51  | 24  |
| Maurice Malone  | Bulldogs de Québec                                | 19 | 41 | 8  | 49  | 15  |
| Édouard Lalonde | Canadiens de Montréal                             | 18 | 28 | 7  | 35  | 61  |
| Odie Cleghorn   | Wanderers de Montréal                             | 18 | 28 | 4  | 32  | 49  |
| John Darragh    | Club de hockey d'Ottawa                           | 20 | 24 | 4  | 28  | 17  |
| Didier Pitre    | Canadiens de Montréal                             | 20 | 21 | 6  | 27  | 50  |
| David Ritchie   | Bulldogs de Québec                                | 19 | 17 | 10 | 27  | 20  |
| Edward Gerard   | Club de hockey d'Ottawa                           | 19 | 17 | 9  | 26  | 37  |
| Edward Oatman   | 228e bataillon de Toronto                         | 12 | 17 | 5  | 22  | 20  |
| Corbett Denneny | Club de hockey d'Ottawa Club de hockey de Toronto | 20 | 19 | 2  | 21  | 35  |